# Referendum w Wielkiej Brytanii w 2016 roku
Referendum w Wielkiej Brytanii w 2016 roku – niewiążące referendum dotyczące dalszego członkostwa Wielkiej Brytanii w Unii Europejskiej, które odbyło się 23 czerwca 2016 roku. Opuszczenie Unii Europejskiej przez Wielką Brytanię określane jest przez media terminem brexit.
Pomimo niewiążącego charakteru referendum, rząd Theresy May uznał jego wynik za przyzwolenie na użycie Artykułu 50 bez zgody Parlamentu. Wątpliwość tę rozstrzygnął High Court of Justice 3 listopada 2016.

## Pytanie referendalne

Wygląd karty do głosowania

Badania przeprowadzone przez komisję wyborczą potwierdziły, że zalecane przez nią pytanie „było jasne i proste dla wyborców i było najbardziej neutralnym sformułowaniem z zakresu opcji (...) rozważanych i testowanych”. Proponowane pytania referendalne zostały przyjęte przez rząd we wrześniu 2015. Pytanie, które pojawiło się na kartach do głosowania w referendum na mocy European Union Referendum Act 2015 brzmiało:
w języku angielskim:
Should the United Kingdom remain a member of the European Union or leave the European Union?
z możliwymi odpowiedziami (do zaznaczenia za pomocą pojedynczego (X)):
Remain a member of the European Union

Leave the European Union
W języku walijskim brzmiało następująco:
A ddylai'r Deyrnas Unedig aros yn aelod o'r Undeb Ewropeaidd neu adael yr Undeb Ewropeaidd?
z możliwymi odpowiedziami (do zaznaczenia za pomocą pojedynczego (X)):
Aros yn aelod o'r Undeb Ewropeaidd

Gadael yr Undeb Ewropeaidd

## Wyniki

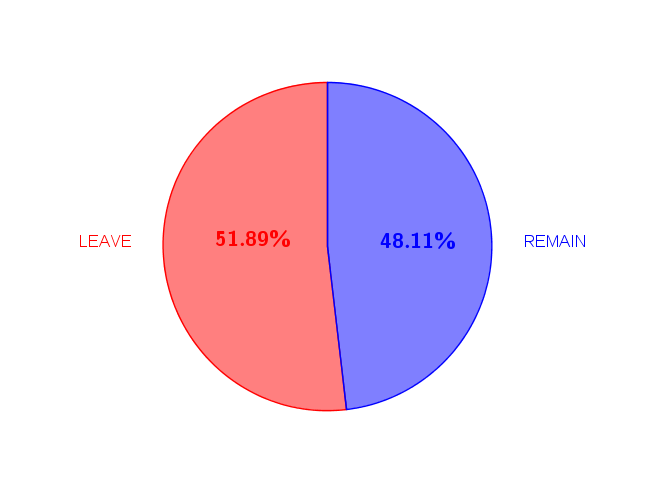
Wynik głosowania

Wyniki w poszczególnych okręgach wyborczych:
Większość za pozostaniem w UE – odcienie koloru pomarańczowego, większość za opuszczeniem UE – odcienie koloru niebieskiego (szczegóły w legendzie na ilustracji)

Większość głosujących (51,89%) opowiedziała się za opuszczeniem Unii Europejskiej przez Wielką Brytanię. Za zachowaniem członkostwa w UE głosowało 16 141 241 wyborców, za opuszczeniem UE 17 410 742 wyborców. Frekwencja wyniosła 72,2%.

### Wyniki w poszczególnych częściach składowych[8]
| Mapa | Część             | Za wyjściem z UE | Za wyjściem z UE | Za pozostaniem w UE | Za pozostaniem w UE | Frekwencja |
| Mapa | Część             | Osób             | %                | Osób                | %                   | Frekwencja |
| ---- | ----------------- | ---------------- | ---------------- | ------------------- | ------------------- | ---------- |
|      | Anglia            | 15188406         | 53%              | 13266996            | 47%                 | 73%        |
|      | Walia             | 854572           | 52,5%            | 772347              | 47,5%               | 71,7%      |
|      | Szkocja           | 1018322          | 38%              | 1661191             | 62%                 | 67,2%      |
|      | Irlandia Północna | 349442           | 44%              | 440707              | 56%                 | 62,7%      |
|      | Gibraltar         | 823              | 4,1%             | 19322               | 95,9%               | 83,5%      |

     Za pozostaniem w UE
     Za wyjściem z UE

### Wyniki w poszczególnych grupach wiekowych
Na podstawie ankiet przeprowadzonych przez Lord Ashcroft Polls:
- 18–24: za wyjściem 27%, za pozostaniem 73%
- 25–34: za wyjściem 38%, za pozostaniem 62%
- 35–44: za wyjściem 48%, za pozostaniem 52%
- 45–54: za wyjściem 56%, za pozostaniem 44%
- 55–64: za wyjściem 57%, za pozostaniem 43%
- 65+: za wyjściem 60%, za pozostaniem 40%